# Clamor (Album)
Clamor (for string sextet and soloists) ist ein Album von Jessica Pavone. Die 2023 im EastSide Sound, Manhattan, New York City entstandenen Aufnahmen erschienen am 7. Oktober 2023 auf Out of Your Head Records.

## Hintergrund
Jessica Pavones Tondichtung „Clamor“ entstand um 2022, geschrieben für ein sechsköpfiges Ensemble und einen Fagottsolisten, mit vier Sätzen; „Neolttwigi“, „Nu Shu (Teil 1)“, „Nu Shu (Teil 2)“ und „Bloom“, jeweils nach einer Erfindung benannt, die Frauen geschaffen haben, „um Regeln zu untergraben, die ihre Freiheiten einschränken“, notierte Siobhan Kane. Es baut auf einigen Grundsteinen des Albums Lull von 2021 auf, das verschiedene Stile hervorhob und dennoch dem Ensemble diente. Thematisch und philosophisch steht in diesen vier Kompositionen die „Frauenarbeit“ im Mittelpunkt, eine Untersuchung darüber, wie wir Dinge wertschätzen, wie wir erschaffen und wie wir überleben, so Siobhan Kane.
In gewisser Hinsicht spiegeln alle Stücke das Prinzip des „Neolttwigi“ wider, der Wippe aus dem 17. Jahrhundert, auf die Pavone bei ihren Recherchen stieß. In dieser Zeit erfanden koreanische Frauen die Stehwippe, um über die Grenzen der Häuser, in denen sie lebten, hinausschauen zu können und so eine andere Welt aus der Enge zu erschaffen.
Nu Shu, eine Geheimsprache, die von chinesischen Frauen entwickelt wurde, um zu kommunizieren, ohne zur Schule zu gehen, was ihnen verboten war, inspiriert „Nu Shu (Teil 1)“ und „Nu Shu (Teil 2)“ beinhalten Youngs Soli auf dem Fagott. Der letzte Satz, „Bloom“ ist benannt nach den Pumphosen, die die amerikanische Frauenrechtlerin Amelia Bloomer während der Kleiderreform in Victoria erfunden hat.
Das Ensemble für „Clamor“ besteht aus den Geigerinnen Aimée Niemann und Charlotte Munn-Wood, den Bratschistinnen Abby Swidler und Pavone selbst, der Cellistin Mariel Roberts, der Kontrabassistin Shayna Dulberger und der Fagottistin Katherine Young, einer Spielerin, mit der Pavone seit langem eine musikalische Partnerschaft verbindet.
„Clamor“ wurde erstmals im Herbst 2022 uraufgeführt und verwendet eine zeitbasierte Partitur, schrieb Chris Ingalls. Pavone weist die Spieler an, zu bestimmten Zeiten von Phrase zu Phrase zu wechseln, wobei sie eine Uhr verwendet, die ihnen sagt, wann sie weitermachen müssen. Während dieser Zeitblöcke können die Musiker ihre Individualität und musikalische Identität zum Ausdruck bringen und so einen eher kollaborativen Prozess schaffen als nur Pavones kompositorisches Diktat zu folgen. Diese zeitbasierte Besetzung wurde von Pavone schon in der Vergangenheit verwendet, insbesondere in ihrer Veröffentlichung „Lost and Found“ aus dem Jahr 2020.
Clamor wurde (teilweise) vom Queens Council on the Arts mit öffentlichen Mitteln des New Yorker Department of Cultural Affairs in Zusammenarbeit mit dem Stadtrat ermöglicht, mit Unterstützung von The NYC Women’s Fund for Media, Music and Theatre, vom Büro für Medien und Unterhaltung des Bürgermeisters der Stadt New York in Zusammenarbeit mit der New York Foundation for the Arts.

## Titelliste
- Jessica Pavone: Clamor (Out of Your Head Records 0034)[3]

1. Neolttwigi 11:48
2. Nu Shu (part 1) 11:23
3. Nu Shu (part 2) 9:21
4. Bloom 12:51

Die Kompositionen stammen von Jessica Pavone.

## Rezeption
Es handle sich bei „Clamour“  um ein zusammenhängendes, demokratisches, aufregendes und sinnliches Werk, bei dem Pavones Ansatz als eine andere Art von Metronom fungiere, bei dem es darum geht, mit der Zeit zu spielen und die Spieler dazu einzuladen, uns an einen Ort zu führen, der von Natur aus emotionaler ist, schrieb Siobhan Kane in The Quietus. Es basiere auf dem Vertrauen in das Talent und die Erfahrung der Spielerinnen, wobei jede auf ihre eigene Intuition vertraue, ein fast Emersonsches Gespür für das Individuum genutzt werde und dennoch eine starke, kollektive Einheit entstehe.
Die Inspiration hinter „Clamor“ sei stark, da sie es Pavone ermögliche, mit einem starken Sinn für Zielstrebigkeit zu komponieren, und den Musikern, mit denen sie diese Inspiration mit einem tiefen Gefühl der Dringlichkeit zum Ausdruck bringen kann, schrieb Chris Ingalls (Pop Matters). Einzigartige Kompositionsformen seien Pavone nicht unbekannt, und Clamor sei ein weiteres Beispiel für ihr tiefes Engagement für jede Form oder historische Quelle, die sie inspiriere.